# Печатник (жилой комбинат)
Жилой комбинат ЖАКТа «Печатник» — архитектурный комплекс из трёх зданий в стиле конструктивизма, расположенный в Центральном районе Новосибирска. Был возведён в 1929—1930 годах. Архитектор — Б. А. Коршунов. Памятник архитектуры регионального значения.

## Расположение
Здания жилого комплекса располагаются на Трудовой улице (№ 1, 3, 7), одно из них, дом номер 7, выходит фасадом на Красный проспект.

## История
Проект жилого комплекса реализовывал жилищный кооператив «Печатник».
В 1929 году возведено первое четырёхэтажное здание комплекса стоимостью 260 тыс. рублей, в нём насчитывалось 56 квартир, в которые поселились семьи швейников и печатников.
13 мая 1929 года был заложен жилой дом на Красном проспекте, его строительство обошлось в 300 тыс. рублей. Первый этаж заняли аптека, магазины, детский сад, столовая, красный уголок. В остальных этажах разместились 35 отдельных квартир (в 16 квартирах имелись две жилые комнаты, в 13 — три, в 6 — четыре комнаты). В подвале находились прачечная и ванные с душевыми комнатами. В 1974 году здание было надстроено на один этаж (с 4-х до 5-и).
В октябре 1930 года построено третье здание, в котором было 70 квартир. Затем начали возводить четвёртое здание, но его постройку реализовать не удалось.
В 1986—1987 годах в зданиях проводился капитальный ремонт. Первоначальный облик домов №1 и 3 сохранен, перекрытия заменены на бетонные, изменилась внутренняя планировка.   

## Организации
В здании жилого комплекса, выходящего главным фасадом на Красный проспект, находилось акционерное общество «АКОРТ», существовавшее в 1926—1934 годах.

## Галерея

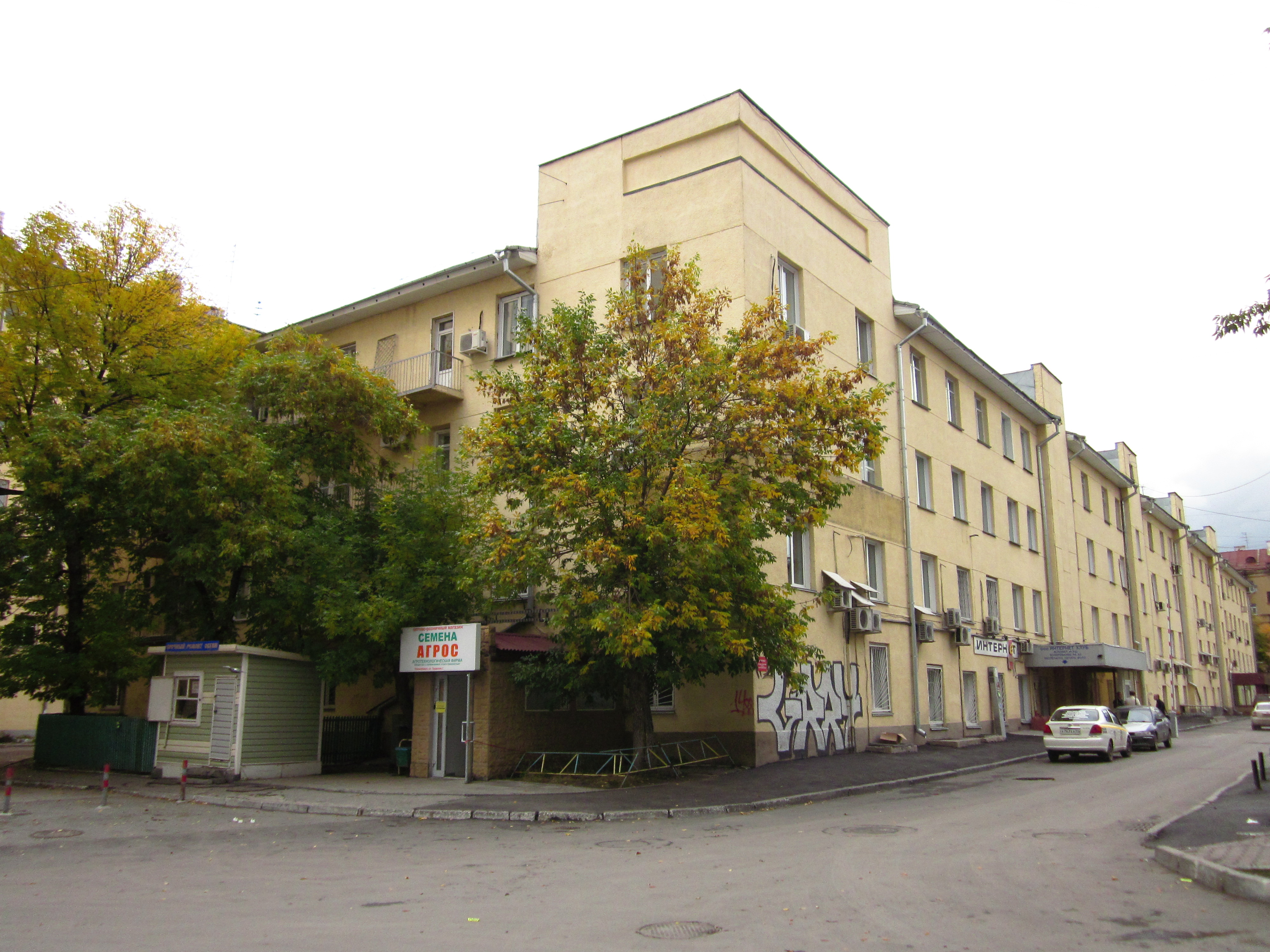
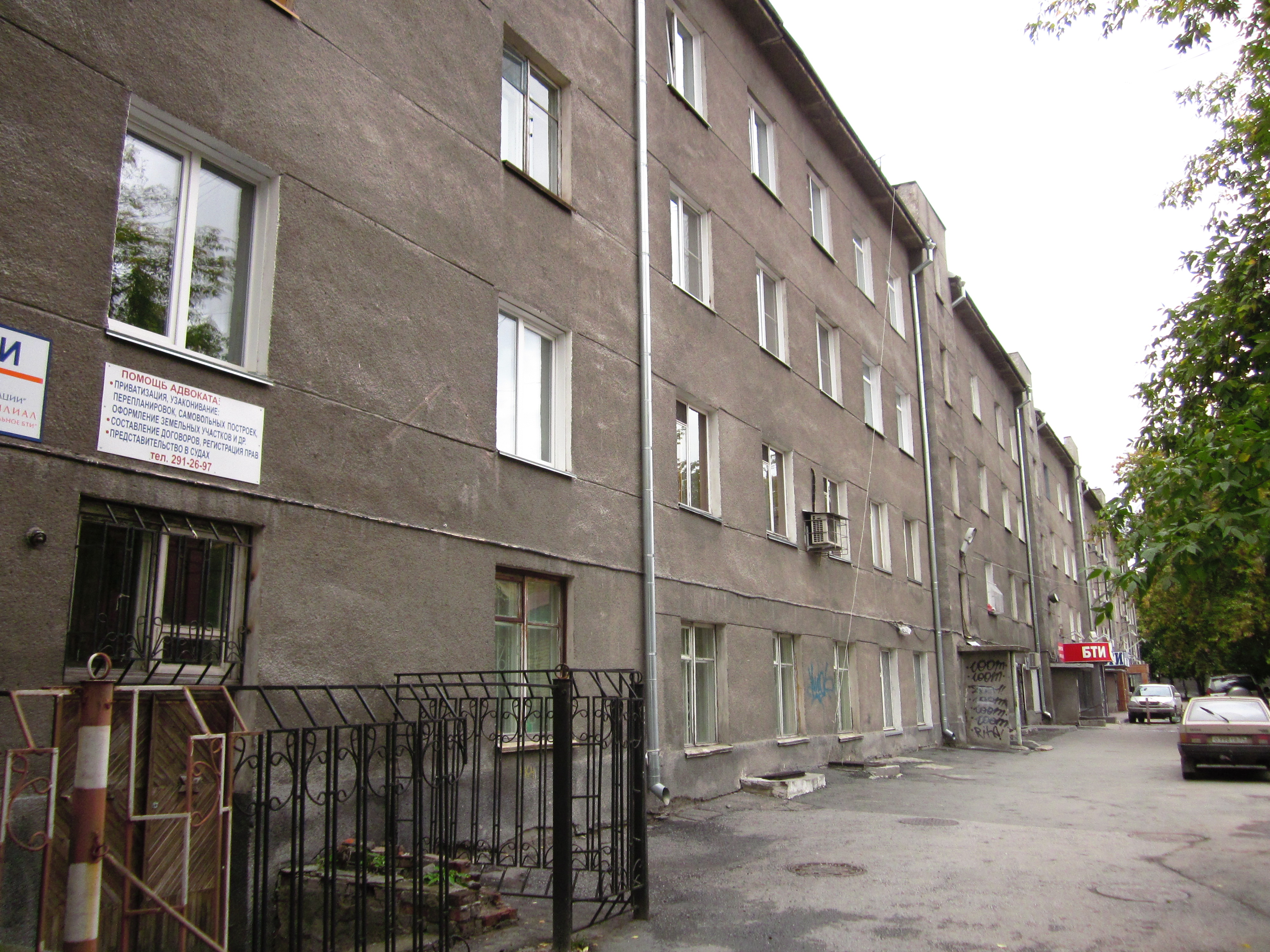